# Jesse Robredo
Pour les articles homonymes, voir Robredo.
Jesse Manalastas Robredo, né le 27 mai 1958 et mort le 18 août 2012, est un homme politique philippin. Il est ministre de l'Intérieur du 9 juillet 2010 jusqu'à son décès.
Le 18 août 2012, il est porté disparu en mer avec deux autres personnes, à la suite du crash de son avion à proximité des côtes de l'île de Masbate. Son corps est retrouvé le 21 août 2012.
Son épouse Leni Robredo, entrée en politique après son décès, est élue vice-présidente du pays en 2016.